# 畫家山 (佛羅里達州)
畫家山（英語：Painters Hill）是位於美國佛羅里達州弗萊格勒縣的一個非建制地區。該地的面積和人口皆未知。

## 地理
畫家山的座標為29°31′52″N 81°09′10″W / 29.53111°N 81.15278°W，而該地的平均海拔高度為5米（即16英尺）。